# Fritz Grünzweig

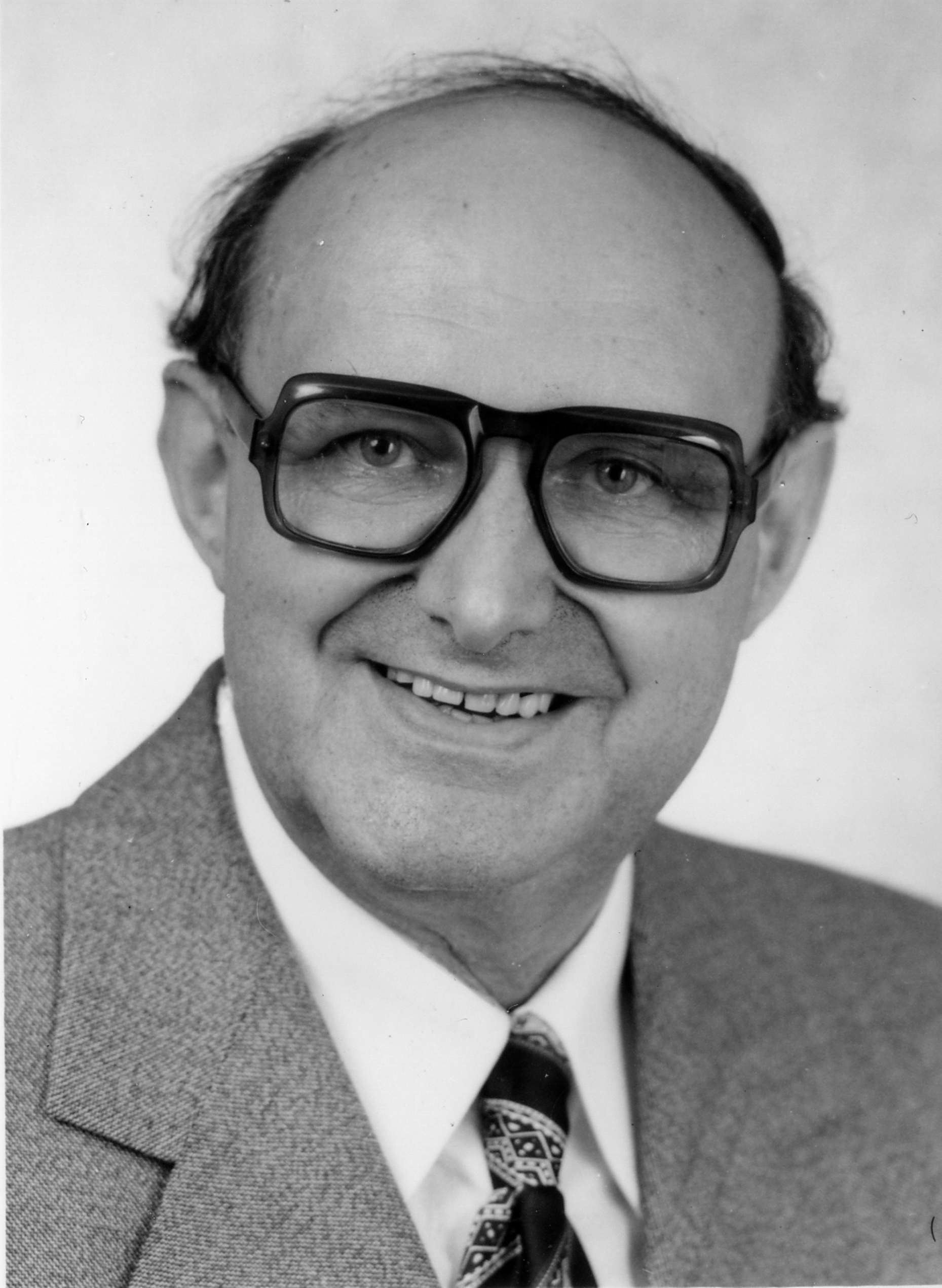
Fritz Grünzweig im Jahr 1977

Fritz Grünzweig (* 5. November 1914 in Bissingen an der Teck; † 24. November 1989 in Korntal) war ein deutscher evangelischer Pfarrer der Württembergischen Landeskirche, von 1952 bis 1979 Geistlicher Vorsteher der Evangelischen Brüdergemeinde Korntal, Seelsorger und Autor vieler Bücher und Bibelkommentare.

## Leben und Wirken
Friedrich Grünzweig wuchs mit seinem älteren Bruder in Bissingen auf. Die Eltern Karl und Anna Grünzweig betrieben dort eine kleine Landwirtschaft. Mit ihnen besuchte er die Veranstaltungen der Altpietistischen Gemeinschaft, später die des örtlichen CVJM-Kreises und engagierte sich in der Jugendarbeit. Geistlich geprägt wurde er durch den Bezirksjugendpfarrer Otto Mörike, Pfarrer Julius von Jan und das heilsgeschichtliche Denken des Johann Albrecht Bengel und seiner Schüler. Nach dem Besuch der Bissinger Volksschule wechselte er 1927 ans Gymnasium in Kirchheim unter Teck, das er 1932 mit dem Abschluss der Mittleren Reife verließ. 

### Ausbildung zum Notar
Von 1932 bis 1938 absolvierte er eine Ausbildung für den württembergischen gehobenen Notariatsdienst, dazwischen von 1935 bis 1937 eine Gehilfenzeit beim Amtsgericht und Bezirksnotariat in Stuttgart. Er wandte sich 1934 an die Basler Mission, da er Missionar werden wollte, was aber wegen der schwierigen Devisenbeschaffung während des Dritten Reiches aus finanziellen Gründen scheiterte. 1938 erfolgte das Examen und nach einem 3-monatigem Militärdienst nahm er eine Stelle als Notarsgehilfe an.

### Als Soldat im Zweiten Weltkrieg
Ende August 1939 wurde er wegen Kriegsausbruch als Soldat in den Zweiten Weltkrieg eingezogen und kämpfte als Feldwebel der Artillerie zuerst an der West-, dann Ostfront, wo er im Juli 1943 bei Kämpfen an der Wolchow-Front bei Leningrad schwer verwundet in ein Lazarett nach Apolda, Thüringen und ein Jahr später nach Plochingen am Neckar verlegt wurde. Ab Herbst 1944 kehrte er wieder zur Genesendenkompanie nach Ostpreußen zurück und wurde im Februar 1945 zur Dienststelle des Wehrbezirkskommandos Ulm versetzt, wo er seine spätere Frau kennen lernte. Während eines Kriegseinsatzes bei Leningrad erfuhr er über englische Radiosender von Massenmorden an Juden, 1943 auch direkt durch einen freigelassenen Häftling. Er setzte sich erfolgreich für die Freilassung des Notariatspraktikanten Alfred Leikam ein, der ab 1938 über fünf Jahre lang aus religiösen Gründen nach einer Zeit der Schutzhaft im KZ Buchenwald inhaftiert war. Er beriet sich mit Otto Mörike, Adolf Scheffbuch, Heinrich Albertz, Kurt Scharf und anderen aus der Bekennenden Kirche, die schon Erfahrungen wegen der Freilassung von Pfarrer Martin Niemöller hatten. Grünzweig machte in dieser Zeit über zehn Eingaben bei der Geheimen Staatspolizei in Berlin, die für die Konzentrationslager zuständig war, wurde dort vier Mal vorstellig, hielt Briefkontakt mit Leikam und unterstützte ihn finanziell und mit zugesandten Lebensmitteln. Er konnte erreichen, ihn einmal in Buchenwald besuchen zu können, was eine große Ausnahme darstellte.

### Ausbildung und Tätigkeit als Pfarrer
Grünzweig konnte nach Kriegsende im Juni 1945 wieder nach Hause zurückkehren. Da Pfarrermangel herrschte, bot die Württembergische Landeskirche Mitarbeitern mit Berufserfahrung eine zweijährige Kurzausbildung zum Pfarrer an. Auch Grünzweig wurde angefragt, nutzte diese Möglichkeit des Zweiten Bildungsweges und begann 1946 am Pfarrseminar in Stuttgart die Ausbildung in Evangelischer Theologie, die er 1948 mit der Ersten theologischen Dienstprüfung abschloss. Nach der Ordination trat er sein Vikariat in der Evangelischen Brüdergemeinde Korntal an, einer pietistisch geprägten, rechtlich selbstständigen Gemeinde in Kooperation mit der Württembergischen Landeskirche. Im Nebenamt war er zugleich Bezirksjugendpfarrer im Kirchenbezirk Leonberg. Nach der Zweiten theologischen Dienstprüfung 1951 arbeitete er als zweiter Pfarrer neben Kirchenrat Walther Geißer, bis dieser 1952 Leiter des Pastoralkollegs der Württembergischen Landeskirche wurde. Grünzweig förderte den Ausbau der diakonischen Einrichtungen der Brüdergemeinde und war für seine intensive Seelsorge-Besuchsarbeit bekannt. Diese Gemeinde wurde zu seiner Lebensaufgabe, denn auf ihre Bitten hin blieb er dort bis zu seinem Ruhestand 1979, als er durch Martin Holland im Amt des Geistlichen Vorstehers abgelöst wurde.
Für sein Ringen um das Verständnis der Gemeinde für die Bibel und für das Erbe der Väter des schwäbischen Pietismus, aber auch wegen seiner Rolle als geistlicher Führer der verschiedenen Kräfte dieser Bewegung verlieh ihm die Theologische Fakultät Tübingen 1982 den Ehrendoktortitel.
Grünzweig übernahm Predigtdienste in ganz Deutschland und pflegte auch Kontakte in der ehemaligen DDR. Er arbeitete als Referent beim Missionsbund Licht im Osten, an der Freien Hochschule für Mission als Dozent für Exegese, Ethik, Seelsorge sowie ab 1979 als Gastdozent für Exegese, Homiletik Neues Testament am Liebenzeller Missionsseminar. Während seiner Korntaler Zeit war er sowohl im Süddeutschen Rundfunk und Südwestfunk mit Frühandachten als auch beim Evangeliums-Rundfunk zu hören.
Als Autor verfasste er Bibelkommentare, Lexikonartikel, über hundert Beiträge für den Evangeliums-Rundfunk und ab 1980 Predigtauslegungen (alle Sonntagstexte der sechs Jahrgänge umfassenden kirchlichen Perikopenordnung in schriftlichen Predigten ausgelegt als Predigtmeditationen der Reihe „Trost und Kraft aus Gottes Wort“) in Nachfolge von Hans Brandenburg. Mit ihm brachte er auch die „Korntaler Hefte“ heraus. Er war Autor der Predigtmeditationen der Reihe „Trost und Kraft“, die als Predigtvorlage für Lektoren konzipiert war, und war Mitherausgeber der Zeitschrift „Zuversicht und Stärke: Zeitschrift für Gottesdienst und Verkündigung – Predigthilfen“, die zunächst zum „Gemeindetag unter dem Wort“, dann ab 1982 zweimonatlich erschien. Er war Mitherausgeber der 1974 erschienenen Studienbibel „Lutherbibel erklärt“, in der 64 Mitarbeiter die Bibel in einer für Laien verständlichen Sprache auslegten. Etliche seiner Bücher erschienen auch in rumänischer und russischer Sprache.

### Ehrenämter
Grünzweig wurde 1963 zur Ludwig-Hofacker-Vereinigung (Evangelische Arbeitsgemeinschaft für Bibel und Bekenntnis in Württemberg) hinzuberufen und war von 1965 bis 1980 deren Vorsitzender. Unter seinen Impulsen wurde sie zur gemeinsamen Plattform aller württembergischen pietistischen Gemeinschaften und deren missionarischen Aktionen. Zwischen 1980 und 1986 war er Vorsitzender der Konferenz Bekennender Gemeinschaften in den Evangelischen Kirchen Deutschlands, arbeitete von 1971 bis 1977 als Mitglied der Landessynode der Evangelischen Landeskirche in Württemberg in der Synodalgruppe Lebendige Gemeinde mit und war langjährig Vorstandsmitglied in verschiedenen Missions- und Diakoniewerken. Er war Mitgründer und Ausschussmitglied des am 27. Dezember 1969 in Tübingen gegründeten Vereins Albrecht-Bengel-Haus e. V. und setzte durch, dass das Haus in der Nähe der Theologischen Fakultät errichtet wurde.

## Privates
Fritz Grünzweig heiratete 1949 in Ulm seine Frau Liselotte Denzinger, die im April 2016 gestorben ist. Das Paar hatte drei Kinder – Elisabeth, Gerhard und die Schriftstellerin Dorothea Grünzweig – und wohnte in Korntal. Kurz nach seinem 75. Geburtstag starb Grünzweig an den Folgen eines Gehirntumors und wurde auf dem Korntaler Friedhof begraben.

## Auszeichnungen
- 1945: Eisernes Kreuz II. Klasse
- 1982: Verleihung der Ehrendoktorwürde zum Dr. theol. h. c. durch die Evangelisch-Theologische Fakultät Tübingen[14]

## Veröffentlichungen
- Die Evangelische Brüdergemeinde Korntal: Weg, Wesen und Werk, Ernst Franz Verlag, Metzingen 1957.
- Sind wir für die Zukunft gerüstet? Eine Besinnung für verantwortungsbewußte Christen, Ernst Franz Verlag, Metzingen 1962.
- Gottlieb Wilhelm Hoffmann: der Gründer der Brüdergemeinden Korntal und Wilhelmsdorf, Evang. Missionsverlag, Stuttgart 1963.
- Groß denken von Jesus: die Botschaft des Kolosser-Briefs (Korntaler Hefte, Nr. 1), Hänssler Verlag, Neuhausen-Stuttgart 1966.
- Was sagt die Bibel über den Heiligen Geist? (Korntaler Hefte, Nr. 4), Hänssler Verlag, Neuhausen-Stuttgart 1966.
- Was sagt uns die Offenbarung heute? Eine Auslegung des letzten Buches der Bibel (Korntaler Hefte, Nr. 9), Hänssler Verlag, Neuhausen-Stuttgart 1968.
- Die Evangelische Brüdergemeinde Korntal gestern und heute: zu ihrem 150jährigen Bestehen, Evangelische Brüdergemeinde Korntal, Stuttgart 1969.
- Scheinwerfer auf dem Weg durch die Endzeit: die Bedeutung des prophetischen Wortes der Bibel heute, Hänssler Verlag, Neuhausen-Stuttgart 1974, ISBN 978-3-7751-0150-9.
- Um was es dem Synodalgesprächskreis „Lebendige Gemeinde“ geht, Ludwig-Hofacker-Vereinigung in Württemberg, Korntal 1977.
- Das Vaterunser: Beten in der Schule Jesu, Verlag der Liebenzeller Mission, Bad Liebenzell 1979, ISBN 978-3-88002-085-6.
- Warum werden meine Gebete nicht erhört?, Verlag der Liebenzeller Mission, Bad Liebenzell 1980.
- Schicksal oder Führung?, Verlag der Liebenzeller Mission, Bad Liebenzell 1980.
- Trost und Kraft aus Gottes Wort. Verteilpredigten für jeden Sonntag (Predigten für jeden Sonntag über die Perikopentexte 1981–1989), Schriftenmissionsverlag, Neukirchen-Vluyn.
- Friedrich Christoph Oetinger im Umkreis des Schwäbischen Pietismus: Herkunft und Wirkung seines Denkens, 1982. LEO-BW
- Christus in uns: die Botschaft der Bibel vom Heiligen Geist, Verlag der Liebenzeller Mission, Bad Liebenzell 1983, ISBN 978-3-88002-185-3.
- Gedanken für jeden Tag, Verlag der Liebenzeller Mission, Bad Liebenzell 1985, ISBN 978-3-88002-251-5.
- Die Bergpredigt: Antworten auf Fragen von heute, Hänssler Verlag, Neuhausen-Stuttgart 1985, ISBN 978-3-7751-1009-9.
- Christ und Krankheit – der Kranke in der Gemeinde, Hänssler Verlag, Neuhausen-Stuttgart 1985.
- Kleine Anleitung zur Seelsorge: eine Aufgabe für alle, die an Jesus glauben, Verlag der Liebenzeller Mission, Bad Liebenzell 1987, ISBN 978-3-88002-251-5.
- Zu rühmen Seinen Ruhm: Erfahrungen und Erkenntnisse aus langem Dienst (Autobiografie), R. Brockhaus, Wuppertal 1988, 2. Aufl. 1989, ISBN 978-3-417-24098-6.
- hrsg. von Stephan Zehnle: Einführung in die biblischen Bücher (zweibändig), Hänssler Verlag, Holzgerlingen 1991 (postum), ISBN 978-3-7751-1773-9.
- hrsg. von Thomas Schirrmacher: Einführung in die biblischen Bücher und Der evangelische Glaube kompakt (CD-ROM für BibleWorkshop), Hänssler Verlag, Holzgerlingen 2006.

als Autor und Mitherausgeber
- Reihe Edition C: Bibelkommentare. Zum Neuen Testament:
  - Johannes-Offenbarung, Hänssler Verlag, Holzgerlingen 1981 (zweibändig)
    - Offenbarung des Johannes: 1. Teil (Band 24), Hänssler, 2. Aufl. 1981, ISBN 978-3-7751-0596-5.
    - Offenbarung des Johannes: 2. Teil (Band 25), Hänssler, 2. Aufl. 1983, ISBN 978-3-7751-0643-6.

  - 1. Timotheusbrief, Hänssler Verlag, Holzgerlingen 1990 (postum).
  - 2. Timotheusbrief, Hänssler Verlag, Holzgerlingen 1990.
  - Titus- und Philemonbrief, Hänssler, Holzgerlingen 1990.
- Reihe Wuppertaler Studienbibel:
  - Der Brief des Jakobus, erklärt von Fritz Grünzweig, Brockhaus, Wuppertal 1973, 7. Auflage (Neuauflage) 1992.
  - Der Brief an die Hebräer, erklärt von Fritz Grünzweig, Brockhaus, Wuppertal 1989.

als Mitautor
- mit Hans Brandenburg: Stimmen aus dem Pietismus (Korntaler Hefte, Nr. 6), Hänssler Verlag, Holzgerlingen 1950.
- Welteinheit durch Kircheneinheit. In: Walter Künneth, Peter Beyerhaus (Hrsg.): Reich Gottes oder Weltgemeinschaft, Verlag der Liebenzeller Mission, Bad Liebenzell 1975, ISBN 978-3-88002-015-3.
- mit Rolf Scheffbuch: „Warum helft ihr uns nicht?“ Zur Stellungnahme der Evangelisch-methodistischen Kirche, Ludwig-Hofacker-Vereinigung, Korntal-Münchingen 1977.
- Ludwig Hofacker und sein Ruf an uns heute, in: Theo Sorg: Leben in Gang halten, Pietismus und Kirche in Württemberg, E. Franz, Metzingen 1980, ISBN 978-3-7722-0176-9.
- Biblische Geschichten für Kinder (mehrteiliges Werk, Hg. Ludwig-Hofacker-Vereinigung), Hänssler Verlag, Holzgerlingen 1982.
  - Band 1: Jesus wirkt in der Kraft Gottes, ISBN 978-3-7751-0584-2.
- Gott liebt diese Welt – er liebt dich, St. Johannis, Lahr 1986, ISBN 978-3-501-19628-1.
- mit Traugott Thoma (Hrsg.): ... aber fünf waren klug: eine praktische Auslegung der Gleichnisse Jesu, Verlag der Liebenzeller Mission, Bad Liebenzell 1986, ISBN 978-3-88002-281-2.
- mit Traugott Thoma (Hrsg.): Siehe, ich komme bald: eine praktische Auslegung der sieben Sendschreiben, Verlag der Liebenzeller Mission, Bad Liebenzell 1988, ISBN 978-3-88002-365-9.
- mit Traugott Thoma (Hrsg.): Gottes ewige Treue: bekannte Persönlichkeiten berichten aus ihrem Leben, Verlag der Liebenzeller Mission, Bad Liebenzell, 1989, ISBN 978-3-88002-392-5.
- mit Ernst Rudin und Ruedi Schüpbach (Hrsg.): Arbeitshilfen für Seelsorger: Texte und Materialien zur Seelsorge, Brendow Verlag, Moers 1992, ISBN 978-3-87067-482-3.
- Das große Bibellexikon (Sonderausgabe), Brunnen Verlag (Gießen) 2004, ISBN 978-3-7655-5425-4.

als Mitherausgeber
- Lutherbibel erklärt: die Heilige Schrift in der Übersetzung Martin Luthers mit Erläuterungen für die bibellesende Gemeinde (sog. Grünzweig-Bibel), Württembergische Bibelgesellschaft, Stuttgart 1974.
- Weg und Zeugnis. Bekennende Gemeinschaften im gegenwärtigen Kirchenkampf 1965–1980 (Herausgegeben aus Anlass des 10-jährigen Bestehens der Konferenz Bekennender Gemeinschaften in den Evangelischen Kirchen Deutschlands), Verlag der Liebenzeller Mission, Bad Liebenzell 1981, ISBN 978-3-88002-122-8
- Biblisches Wörterbuch, R. Brockhaus, Wuppertal 1982, 5. Aufl. 1994, ISBN 978-3-417-24081-8.
- Das große Bibellexikon (2 Bände), R. Brockhaus, Wuppertal 1987, ISBN 978-3-417-26300-8.

Aufsätze
- Kirche und Pietismus
- Unsere geistlichen Ahnen
- Die Gemeinde evangelisiert
- Die Hauptsache, ich bin drin!
- Kurskorrektur durch die Bibel: über die Aufgabe der Mission
- Die Gemeinde in der Versuchung zu einem gefährlichen Kompromiß: das Sendschreiben an die Gemeinde in Pergamon
- Jesus Christus – unsere Zuversicht und Stärke – auch wenn unser Leben nichts zu bedeuten und auszurichten scheint
- Darüber sollte man einmal nachdenken: Anregungen für Gespräche über den Glauben, Korntal 1966.
- Gottlieb Wilhelm Hoffmann. Gründer von Korntal und Wilhelmsdorf. 1771–1846, in: Lebensbilder aus Schwaben und Franken. Band XI. Kohlhammer, Stuttgart 1969, S. 150–173.
- Eines wollen, eines wissen: Michael Hahn zum Gedenken, 1979.
- Korntal: eine Heimat für bettelnde Kinder
- Ludwig Hofacker, Erweckungsprediger in Württemberg
- Die Ludwig-Hofacker-Vereinigung: Evangelische Arbeitsgemeinschaft für Bibel und Bekenntnis in Württemberg, 1980.
- Ludwig Hofacker und sein Ruf an uns heute, Metzingen 1980.
- Kurskorrektur durch die Bibel: über die Aufgabe der Mission, in: Evangelische Kommentare 13. 1980, 8, S. 460–463. ISSN 0300-4236.
- Miteinander auf demselben Grund (Antwortrede von Pfarrer Fritz Grünzweig bei der Promotion vom 23. Januar 1982 in Korntal), Ludwig-Hofacker-Vereinigung, Korntal-Münchingen 1982.
- Ein Original aus Gottes Hand: zum 225. Geburtstag von Johann Michael Hahn, 1983.
- Das Lutherjahr ein Bußjahr: ein Aufruf zur Buße im Jahr des Gedenkens an den 500. Geburtstag Martin Luthers (namens der Konferenz Bekennender Gemeinschaften in den evangelischen Kirchen Deutschlands), in: Informationsbrief der Bekenntnisbewegung Kein Anderes Evangelium Nr. 99, Lüdenscheid 1983.
- Kirche und Pietismus, 1985.